# Kaliaganj
Kaliaganj là một thành phố và khu đô thị của quận Uttar Dinajpur thuộc bang Tây Bengal, Ấn Độ.

## Nhân khẩu
Theo điều tra dân số năm 2001 của Ấn Độ, Kaliaganj có dân số 47.639 người. Phái nam chiếm 52% tổng số dân và phái nữ chiếm 48%. Kaliaganj có tỷ lệ 70% biết đọc biết viết, cao hơn tỷ lệ trung bình toàn quốc là 59,5%: tỷ lệ cho phái nam là 76%, và tỷ lệ cho phái nữ là 64%. Tại Kaliaganj, 12% dân số nhỏ hơn 6 tuổi.